# Hildenbach
Hildenbach ist ein Gemeindeteil der Kreisstadt Wunsiedel im Landkreis Wunsiedel im Fichtelgebirge (Oberfranken,  Bayern).
Das Dorf und liegt vier Kilometer westlich der Stadt an der Kreisstraße WUN 6. Im Jahr 2000 lebten in Hildenbach 107 Personen.

## Geschichte
Urkundlich wurde Hildenbach erstmals in einer Rechnung von 1421/22 genannt, als die Einwohner als Zins Eier an den markgräflichen Amtmann zu Hohenberg abgeben mussten. 1818 wurde die politische Gemeinde Hildenbach mit den Orten Göringsreuth, Hildenmühle und Valetsberg gebildet, 1978 erfolgte die Eingemeindung nach Wunsiedel.

## Sehenswürdigkeiten
- Dorfanlage mit zentral gelegenem Dorfteich
- Denkmalgeschützte Fachwerkhäuser
- Haus der Dorfgemeinschaft
- Nördlich im Staatswald Naturschutzgebiet Zeitelmoos
- Südlich der Aussichtsberg Hildenbühl

In der Liste der Baudenkmäler in Wunsiedel ist für Hildenbach ein Baudenkmal aufgeführt.